# Финляндия на летних Олимпийских играх 1936
На Летних Олимпийских играх 1936 года Финляндию представляло 108 спортсменов (103 мужчины и 5 женщин), выступивших в 14 видах спорта. Они завоевали 7 золотых, 6 серебряных и 6 бронзовых медалей, что вывело финскую сборную на 5-е место в неофициальном командном зачёте.

## Медалисты
| Медаль  | Спортсмен | Вид спорта            | Дисциплина                              |
| ------- | --- | --------------------- | --------------------------------------- |
| Золото  | Илмари Салминен | Лёгкая атлетика       | Мужчины, 10 000 метров                  |
| Золото  | Гуннар Хёкерт | Лёгкая атлетика       | Мужчины, 5 км                           |
| Золото  | Волмари Исо-Холло | Лёгкая атлетика       | Мужчины, 3000 м с препятствиями         |
| Золото  | Кустаа Пихлаямяки | Борьба                | Мужчины, вольная борьба, до 61 кг       |
| Золото  | Лаури Коскела | Борьба                | Мужчины, греко-римская борьба, до 66 кг |
| Золото  | Стен Сувио | Бокс                  | Мужчины, до 66,7 кг                     |
| Золото  | Алексантери Саарвала | Спортивная гимнастика | Мужчины, перекладина                    |
| Серебро | Арво Аскола | Лёгкая атлетика       | Мужчины, 10 км                          |
| Серебро | Лаури Лехтинен | Лёгкая атлетика       | Мужчины, 5 км                           |
| Серебро | Каарло Туоминен | Лёгкая атлетика       | Мужчины, 3000 м с препятствиями         |
| Серебро | Суло Бярлунд | Лёгкая атлетика       | Мужчины, толкание ядра                  |
| Серебро | Юрьё Никканен | Лёгкая атлетика       | Мужчины, метание копья                  |
| Серебро | Аарне Рейни | Борьба                | Мужчины, греко-римская борьба, до 61 кг |
| Бронза  | Волмари Исо-Холло | Лёгкая атлетика       | Мужчины, 10 км                          |
| Бронза  | Калерво Тойвонен | Лёгкая атлетика       | Мужчины, метание копья                  |
| Бронза  | Херманни Пихлаямяки | Борьба                | Мужчины, вольная борьба, до 66 кг       |
| Бронза  | Ялмар Нюстрём | Борьба                | Мужчины, вольная борьба, свыше 87 кг    |
| Бронза  | Эйно Виртанен | Борьба                | Мужчины, греко-римская борьба, до 72 кг |
| Бронза  | Мартти Уосиккинен Хейкки Саволайнен Маури Нюберг-Норома Алексантери Саарвала Эса Сеэсте Вейкко Пакаринен Эйнари Терясвирта Эйно Тукиайнен | Спортивная гимнастика | Мужчины, командное первенство           |